# Bactrophora mirabilis
Bactrophora mirabilis är en insektsart som först beskrevs av Bruner, L. 1905.  Bactrophora mirabilis ingår i släktet Bactrophora och familjen Romaleidae. Inga underarter finns listade i Catalogue of Life.